# 宮崎翔太
宮崎 翔太（みやざき しょうた、1989年9月1日 - ）は、日本の俳優である。
北海道出身。北海高等学校卒業。ブルーベアハウス所属。第20回『ジュノン・スーパーボーイ・コンテスト』で審査員特別賞受賞。「世紀末リーダー伝たけし」が好き。

## 出演

### テレビ
- ウォーキン☆バタフライ - 佐野 役
- 音女 第49話「開き直るオトメ」（テレビ朝日※関東地方のみ ） - オカマ 役
- 美しい男性!（2009年1月 - 2010年、BSジャパン）
- 最上の命医（2019年） ‐ 沢木哲平

### CM
- モスバーガー（高校生篇）
- マクドナルド（アフォガート/パイアラモード恋人編）

### 映画
- avex ニュースター・シネマ・コレクション「年々歳々」（2009年） - 北原亮介 役
- 築城せよ（2009年） - 吉村 役
- avex ニュースター・シネマ・コレクションvol2「クロネズミ」（2010年） - ケンゴ 役
- シン・ウルトラマン（2022年）[4]

### 舞台
- 東京俳優市場2008夏 第1話「駅〜オーバー・ザ・ヘヴン」（2008年）
- 東京俳優市場2008秋『FL-0501』（2008年）
- 行け!Men's nation（2008年12月、ラフォーレミュージアム原宿）
- 中野ザ・ポケット二丁目のグットバイ（2010年5月） - 市田康介 役
- 真夏の世の夢（2010年）
- 秘祭（2011年8月30日 - 9月4日、全労済ホール スペース・ゼロ）
- GROW-UP Produce Vol.1『DOG's』（2012年1月23日 - 2月3日、笹塚ファクトリー） - ペロ 役
- 演劇ユニットMOSH vol.4「知りすぎていた男」（2013年2月28日 - 3月3日、しもきた空間リバティ）
- LIBERUSプロデュース 東京ギロティン倶楽部第一回公演「東京奇人博覧会」（2013年4月17日 - 21日、全労済ホール スペース・ゼロ） - ミイラ男 役
- 怪傑パンダース第6回本公演「ある苅屋くんの人生」（2013年6月19日 - 23日、中野ザ・ポケット）
- ミュージカル『「忍たま乱太郎」第五弾〜新たなる敵〜』（2014年1月8日 - 24日、サンシャイン劇場） - 田村三木ヱ門 役
- amipro「覇権DO!!」（2014年5月1日 - 5月6日、笹塚ファクトリー） - サトウ 役
- ミュージカル『「忍たま乱太郎」第五弾再演〜新たなる敵〜』（2014年6月20日 - 7月6日、シアターGロッソ） - 田村三木ヱ門 役
- ゼロマンション第三回公演「テングメン」（2014年8月6日 - 10日、笹塚ファクトリー） - みえ 役
- のぶニャがの野望　弐（2014年）
- 針が指す空遥まで（2015年） - 主演
- HIDEYOSHI（2015年）
- Nouvell Vague（2015年）
- ミュージカル忍たま乱太郎 200回公演記念コンサート『忍術学園 学園祭』（2015年10月17日、品川プリンスホテル ステラボール） - 田村三木ヱ門 役
- 劇団た組。第七回目公演『博士の愛した数式』（2015年12月18日 - 20日、ウエストエンドスタジオ）
- GEKIIKE本公演第7回 月下燦然ノ星 -帝都綺譚-（2015年）
- 叫べども叫べども、この夜の涯て（2016年）
- 劇団た組。×NPO法人日本移植支援協会 「元気が出る病院!」（2016年4月21日、LIVESTAGE hodgepodge）
- 劇団た組。第9回目公演『いなくなれ、群青』（2016年6月22日 - 26日、LIVESTAGE hodgepodge）
- 舞台 アルカナ・ファミリア アルカナ・デュエロ（2018年8月18日 - 26日、シアターサンモール） - エルモ 役